# Jayena
Jayena település Spanyolországban, Granada tartományban. Jayena Alhendín, Albuñuelas, Agrón, Arenas del Rey, Padul, Otívar, Alhama de Granada és Fornes községekkel határos. Lakosainak száma 989 fő (2024).

## Népesség
A település népessége az elmúlt években az alábbi módon változott:
| Lakosok száma | 1323 | 1271 | 1285 | 1225 | 1162 | 1212 | 1119 | 1060 | 1045 | 989  |
|               | 2001 | 2004 | 2006 | 2009 | 2011 | 2014 | 2016 | 2019 | 2021 | 2024 |